# Kaiöarna

översiktskarta

Kaiöarna (indonesiska Kepulauan Kai, även Ewab Islands, tidigare Kei Eilanden) är en ögrupp i Malukuprovinsen i Indonesien i västra Stilla havet.

## Geografi
Kaiöarna är en del i Moluckerna och ligger cirka 2 400 km nordöst om Djakarta i Arafurahavet cirka 280 kilometer sydöst om huvudön Ambon och cirka 150 km söder om Nya Guinea. De geografiska koordinaterna är 5°30′ S och 132°30′ Ö.
Ögruppen är en grupp korallöar och har en area om cirka 1 438 km². Ögruppen omfattar Kai-gruppen samt mindre ögrupper västerut och öarna täcks till stora delar av tropisk regnskog.
De större öarna är
- Kai Besar eller Nuhu Yut, Stora Kai-ön
- Kai Kecil eller Nuhu Roa, Lilla Kai-ön, huvudön
- Dullah Laut
- Kur-öarna, väster om huvudön
- Tayandu-öarna, väster om huvudön

Kaiöarna har cirka 74 000 invånare och högsta höjden är Gunun Daab på cirka 900 m ö.h. på Kai Besar-ön. Huvudorten heter Tual och ligger på Kai Kecilöns västra del.
Förvaltningsmässigt ingår ögruppen i "kabupaten" (distrikt) Maluku Tenggara.
Ögruppen kan endast nås med fartyg då den saknar flygplats.

## Historia
Aruöarna beboddes troligen av melanesier redan cirka 1500 f Kr. Enligt lokal historia härstammar befolkningen från Majapahitriket. Området övertogs 1645 tillsammans med Aruöarna av Vereenigde Oostindische Compagnie (Holländska Ostindiska Kompaniet) började anlägga odlingar.
Nederländerna behöll kontrollen över ögruppen, förutom en kort tid under andra världskriget då området 1942 ockuperades av Japan, fram till Indonesiens självständighet.
Den brittiske forskningsresande Alfred Russel Wallace besökte Kaiöarna 1857.
Ögruppen är en egen "kabupaten" (kommun) sedan 1998.